# Liste der Baudenkmale in Groß Pankow (Prignitz)
In der Liste der Baudenkmale in Groß Pankow (Prignitz) sind alle Baudenkmale der brandenburgischen Gemeinde Groß Pankow (Prignitz) und ihrer Ortsteile aufgelistet. Grundlage ist die Veröffentlichung der Landesdenkmalliste mit dem Stand vom 31. Dezember 2020.

## Baudenkmale in den Ortsteilen
In den Spalten befinden sich folgende Informationen:
- ID-Nr.: Die Nummer wird vom Brandenburgischen Landesamt für Denkmalpflege vergeben. Ein Link hinter der Nummer führt zum Eintrag über das Denkmal in der Denkmaldatenbank. In dieser Spalte kann sich zusätzlich das Wort Wikidata befinden, der entsprechende Link führt zu Angaben zu diesem Denkmal bei Wikidata.
- Lage: die Adresse des Denkmales und die geographischen Koordinaten. Link zu einem Kartenansichtstool, um Koordinaten zu setzen. In der Kartenansicht sind Denkmale ohne Koordinaten mit einem roten beziehungsweise orangen Marker dargestellt und können in der Karte gesetzt werden. Denkmale ohne Bild sind mit einem blauen bzw. roten Marker gekennzeichnet, Denkmale mit Bild mit einem grünen beziehungsweise orangen Marker.
- Bezeichnung: Bezeichnung in den offiziellen Listen des Brandenburgischen Landesamtes für Denkmalpflege. Ein Link hinter der Bezeichnung führt zum Wikipedia-Artikel über das Denkmal.
- Beschreibung: die Beschreibung des Denkmales
- Bild: ein Bild des Denkmales und gegebenenfalls einen Link zu weiteren Fotos des Baudenkmals im Medienarchiv Wikimedia Commons

### Baek
| ID-Nr.   | Lage                      | Bezeichnung | Beschreibung | Bild           |
| -------- | ------------------------- | ----------- | --- | -------------- |
| 09160031 | Baeker Hauptstraße (Lage) | Dorfkirche  | Die evangelische Dorfkirche wurde im neugotischen Stil im Jahre 1866 erbaut. Sie wurde aus Feldstein mit einer polygonen Apsis errichtet. Der Turm ist vom Vorgängerbau, er stammt aus der Spätgotik. Er wurde ebenfalls aus Feldstein erbaut. | weitere Bilder |

### Boddin
| ID-Nr.            | Lage                       | Bezeichnung | Beschreibung | Bild           |
| ----------------- | -------------------------- | ----------- | ------------ | -------------- |
| 09161993 Wikidata | Boddiner Dorfstraße (Lage) | Dorfkirche  |              | weitere Bilder |

### Dannhof
| ID-Nr.   | Lage                       | Bezeichnung   | Beschreibung | Bild          |
| -------- | -------------------------- | ------------- | ------------ | ------------- |
| 09160921 | Unter den Linden 13 (Lage) | Verwalterhaus |              | Verwalterhaus |

### Groß Langerwisch
| ID-Nr.   | Lage             | Bezeichnung                         | Beschreibung | Bild |
| -------- | ---------------- | ----------------------------------- | --- | ---- |
| 09160167 | Gutshof 1 (Lage) | Gutsanlage mit Gutshaus und Scheune | Das ehemalige Herrenhaus wurde um 1830 erbaut. Das eingeschossige Haus hat elf Achsen, der Mittelrisalit ist zweigeschossig. Die Scheune wurde 1856 erbaut, die Fassade ist mit Backstein gegliedert. | BW   |
| 09160225 | Gutshof 1 (Lage) | Parkanlage                          | Der Gutspark wurde im 19. Jahrhundert angelegt. | BW   |

### Groß Pankow
| ID-Nr.            | Lage                                                         | Bezeichnung                                       | Beschreibung | Bild                                              |
| ----------------- | ------------------------------------------------------------ | ------------------------------------------------- | --- | ------------------------------------------------- |
| 09160146 Wikidata | Obere Dorfstraße (Lage)                                      | Dorfkirche                                        | Die evangelische Dorfkirche wurde wahrscheinlich in der zweiten Hälfte des 14. Jahrhunderts aus Feldstein erbaut. Im Jahre 1686 wurde die Kirche umgebaut, es kam die Fachwerkvorhalle im Süden der Kirche hinzu. Im Westen der Kirche steht ein Glockenstuhl aus dem 17. Jahrhundert. Im Inneren befindet sich ein barocker Kanzelaltar. | weitere Bilder                                    |
| 09160147          | Pankeweg 4, 4a-f, 5, 8, 11, 12, 13a-f, 14, 15, 13 a-f (Lage) | Herrenhaus mit fünf Wohn- und Wirtschaftsgebäuden | Das ehemalige Herrenhaus wurde 1827 erbaut. Es ist ein zweigeschossiger Bau mit einem dreiachsigen Mittelrisalit. Heute befindet sich hier eine Augenklinik. | Herrenhaus mit fünf Wohn- und Wirtschaftsgebäuden |
| 09160004          | Pankeweg (Lage)                                              | Parkanlage                                        | In dem Gutspark, der von 1823 bis 1830 angelegt wurde, befindet sich das Erbbegräbnis von Gans zu Putlitz. Das Erbbegräbnis wurde im Jahre 1993 wieder hergestellt und anschließend restauriert. | BW                                                |
| 09160803          | Steindamm (Lage)                                             | Kriegerdenkmal                                    | | Kriegerdenkmal                                    |
| 09160148          | Steindamm (Lage)                                             | Gasthof mit Saal                                  | | weitere Bilder                                    |

### Groß Woltersdorf
| ID-Nr.            | Lage                  | Bezeichnung                 | Beschreibung | Bild           |
| ----------------- | --------------------- | --------------------------- | --- | -------------- |
| 09160153 Wikidata | Am Märchenwald (Lage) | Dorfkirche Groß Woltersdorf | Die Fachwerkkirche wurde 1712 erbaut, wobei der Westturm und die Westmauer aus Backstein erstellt wurde. Allerdings wurde diese Teile der Kirche erst 1893 errichtet. Im Inneren befindet sich Kanzelaltar aus der Bauzeit. | weitere Bilder |

### Guhlsdorf
| ID-Nr.            | Lage                | Bezeichnung | Beschreibung | Bild           |
| ----------------- | ------------------- | ----------- | --- | -------------- |
| 09160184 Wikidata | Guhlsdorf (Lage)    | Dorfkirche  | Die evangelische Dorfkirche geht auf einen Bau aus dem Jahre 1591 zurück. 1712 wurde die Kirche erneuert. Es ist eine Fachwerkbau mit einem Turm. Der Kanzelaltar stammt aus dem Jahr 1712. | weitere Bilder |
| 09160185          | Guhlsdorf 10 (Lage) | Bauernhaus  | | BW             |

### Gulow
| ID-Nr.            | Lage                         | Bezeichnung | Beschreibung | Bild           |
| ----------------- | ---------------------------- | ----------- | --- | -------------- |
| 09160032 Wikidata | Gulower Hauptstraße 3 (Lage) | Dorfkirche  | Die Dorfkirche wurde um das Jahr 1300 errichtet. Im 15. Jahrhundert wurde die Kirche vergrößert. Es ist ein Saalbau mit einem quadratischen Dachturm. Im Inneren befindet sich ein Kanzelaltar aus dem 18. Jahrhundert. Eine Grabstein für Plebans Luthgerus wird las Altarplatte verwendet. Die Orgel wurde von Lütkemüller aus Wittstock im Jahre 1864 gebaut. | weitere Bilder |

### Helle
| ID-Nr.            | Lage                      | Bezeichnung                                                                                       | Beschreibung | Bild               |
| ----------------- | ------------------------- | ------------------------------------------------------------------------------------------------- | --- | ------------------ |
| 09160166 Wikidata | Alte Dorfstraße (Lage)    | Dorfkirche                                                                                        | Die evangelische Kirche wurde 1913 im Stil des Eklektizismus erbaut. Der Architekt war Georg Büttner. Bei dem Bau wurden Stilelemente der Romanik und des Barocks verwendet. Im Inneren befindet sich ein Schnitzaltar wahrscheinlich aus der Zeit um 1470. | weitere Bilder     |
| 09160922          | Alte Dorfstraße 21 (Lage) | Gehöft, bestehend aus Wohnhaus, zwei Wirtschaftsgebäuden, Scheune, Einfriedung und Hofpflasterung | | BW                 |
| 09160904          | Alte Dorfstraße ()        | Grabstätte Bohn, auf dem Friedhof                                                                 | | ein Bild hochladen |

### Kehrberg
| ID-Nr.   | Lage                           | Bezeichnung                                                 | Beschreibung | Bild                                                        |
| -------- | ------------------------------ | ----------------------------------------------------------- | --- | ----------------------------------------------------------- |
| 09160178 | Vettiner Straße 43 (Lage)      | Christuskirche Kehrberg                                     | Die Dorfkirche wurde Mitte des 13. Jahrhunderts erbaut. Es ist ein Saalbau mit einem Westquerturm. Im Inneren ein Kanzelaltar aus dem Jahr 1670. An der Südwand der Kirche befindet sich ein Patronatsstuhl aus dem Jahr 1662. Die Glocke wurde 1497 von G. de Wou gegossen. | weitere Bilder                                              |
| 09160809 | Kehrberger Dorfstraße 6 (Lage) | Gehöft, bestehend aus Wohnhaus und drei Wirtschaftsgebäuden | | Gehöft, bestehend aus Wohnhaus und drei Wirtschaftsgebäuden |

### Klein Gottschow
| ID-Nr.            | Lage                 | Bezeichnung                                                                                                | Beschreibung | Bild           |
| ----------------- | -------------------- | --- | --- | -------------- |
| 09160183 Wikidata | Dorfstraße (Lage)    | Dorfkirche                                                                                                 | Die Kirche wurde um 1300 erbaut. Es ist ein Saalbau aus Feldsteinen mit einem Dachturm. Der Dachturm trägt einen spitzen Helm und wurde wahrscheinlich im 17. Jahrhundert hinzugefügt. Im Inneren ein Kanzelaltar aus dem Jahr 1727. Die Orgel wurde 1863 von Friedrich Hermann Lütkemüller erbaut. | weitere Bilder |
| 09161355          | Dorfstraße 17 (Lage) | Gehöft, bestehend aus Wohnhaus, nördlichem und südlichem Wirtschaftsgebäude, Hofpflasterung sowie Backhaus | | BW             |
| 09162012          | Dorfstraße 20 (Lage) | Gutsscheune                                                                                                | | BW             |
| 09161363          | Dorfstraße 41 (Lage) | Alte Schule, bestehend aus Haupt- und Nebengebäude                                                         | | BW             |

### Klein Linde
| ID-Nr.   | Lage                 | Bezeichnung     | Beschreibung | Bild |
| -------- | -------------------- | --------------- | --- | ---- |
| 09160540 | Klein Linde 1 (Lage) | Fachwerkkapelle | Die Kapelle wurde 1736 erbaut. Der Grundriss der Kapelle ist fast quadratisch, auf dem Walmdach sitzt ein Dachreiter. Im Jahre 1994 bis 1995 wurde die Kapelle gesichert, die Südwand war eingestürzt. Teile der Ausstattung sind ausgelagert, so liegt die Glocke im Heimatmuseum Perleberg. | BW   |

### Klein Woltersdorf
| ID-Nr.            | Lage                                    | Bezeichnung                                                              | Beschreibung | Bild               |
| ----------------- | --------------------------------------- | ------------------------------------------------------------------------ | ------------ | ------------------ |
| 09160195 Wikidata | Klein Woltersdorfer Straße (Lage)       | Dorfkirche Klein Woltersdorf                                             |              | weitere Bilder     |
| 09162002          | Klein Woltersdorfer Straße 8, 8a (Lage) | Gehöft, bestehend aus Wohnhaus, zwei Stallgebäuden, Scheune und Backhaus |              | BW                 |
| 09160196          | ()                                      | Grabstätte für rumänische Kriegsgefangene, auf dem Friedhof              |              | ein Bild hochladen |

### Kreuzburg
| ID-Nr.            | Lage                | Bezeichnung                    | Beschreibung | Bild           |
| ----------------- | ------------------- | ------------------------------ | --- | -------------- |
| 09160538 Wikidata | Dorfstraße (Lage)   | Dorfkirche                     | Die evangelische Kirche wurde im Jahre 1687 erbaut. Es ist ein Fachwerkbau mit einem Walmdach. Der Glockenturm ist freistehende und verbrettert. | weitere Bilder |
| 09160539          | Dorfstraße 4 (Lage) | Bauernwohnhaus (heute Scheune) | | BW             |

### Kuhbier
| ID-Nr.            | Lage                           | Bezeichnung                                                                       | Beschreibung | Bild                                                                              |
| ----------------- | ------------------------------ | --------------------------------------------------------------------------------- | --- | --------------------------------------------------------------------------------- |
| 09160908          | Kuhbierer Dorfstraße 33 (Lage) | Pfarrgehöft, bestehend aus Pfarrhaus, Wirtschaftsgebäude, Scheune und Einfriedung | Das Pfarrhaus wurde 1878 bis 1879 erbaut. Das Haus wurde aus Ziegel erbaut, es ist eingeschossiges, achtachsig und hat ein Satteldach. Der Stall und die Scheune wurden zwischen 1801 und 1830 erbaut. | Pfarrgehöft, bestehend aus Pfarrhaus, Wirtschaftsgebäude, Scheune und Einfriedung |
| 09160212 Wikidata | Kuhbierer Dorfstraße 34 (Lage) | Dorfkirche                                                                        | Die evangelische Dorfkirche wurde 1851 errichtet. Dabei wurden Teile der spätgotischen Vorgängerbau einbezogen. Die Kanzel im Inneren stammt aus der Zeit um 1700.                                     | weitere Bilder                                                                    |
| 09160213          | Kuhbierer Dorfstraße 46 (Lage) | Wohnhaus                                                                          | | Wohnhaus                                                                          |

### Kuhsdorf
| ID-Nr.            | Lage               | Bezeichnung | Beschreibung | Bild           |
| ----------------- | ------------------ | ----------- | --- | -------------- |
| 09160214 Wikidata | Kuhsdorf 44 (Lage) | Dorfkirche  | Die Kirche wurde in der zweiten Hälfte des 13. Jahrhunderts erbaut. Es ist ein Saalbau mit einem schiffsbreiten Westturm. Im nördlichen Chorfenster befindet sich eine Kopie einer frühgotischen Glasmalerei, das Original befindet sich im Dommuseum Brandenburg. Die sonstige Ausstattung stammt aus der Zeit Anfang des 18. Jahrhunderts. | weitere Bilder |
| 09160215          | Kuhsdorf 45 (Lage) | Pfarrhaus   | | Pfarrhaus      |

### Langnow
| ID-Nr.            | Lage                       | Bezeichnung                                                                           | Beschreibung | Bild           |
| ----------------- | -------------------------- | ------------------------------------------------------------------------------------- | --- | -------------- |
| 09160057 Wikidata | Langnower Straße 23 (Lage) | Dorfkirche                                                                            | Die Dorfkirche wurde 1791 erbaut. Es ist ein Fachwerkbau mit einem Dachreiter. Im Inneren befindet sich ein Kanzelaltar aus der Zeit um 1500. | weitere Bilder |
| 09160058          | Langnower Straße 18 (Lage) | Bauernhof, bestehend aus Wohnhaus mit seitlichem Torhaus und drei Wirtschaftsgebäuden | | BW             |

### Lindenberg
| ID-Nr.            | Lage                 | Bezeichnung                                              | Beschreibung | Bild           |
| ----------------- | -------------------- | -------------------------------------------------------- | --- | -------------- |
| 09160301 Wikidata | Lindenberg (Lage)    | Dorfkirche Lindenberg, Groß Pankow                       | Die Dorfkirche wurde in der Mitte des 13. Jahrhunderts erbaut, der Turm kam später hinzu. Im Inneren befindet sich eine flache Putzdecke und eine Empore. Die Orgel wurde 1830 eingebaut. Aus dem 18. Jahrhundert befinden sich fünf Grabsteine in der Kirche. | weitere Bilder |
| 09160927          | Lindenberg (Lage)    | Spritzenhaus, rechts von Nr. 74                          | | BW             |
| 09160740          | Lindenberg 17 (Lage) | Bauernhof, bestehend aus Wohnhaus und Wirtschaftsgebäude | Das Wohnhaus ist auf das Jahr 1752 datiert. | BW             |
| 09160970          | Lindenberg 74 (Lage) | Pfarrhaus mit Torhaus und Wirtschaftsgebäude             | | BW             |

### Reckenthin
| ID-Nr.   | Lage                             | Bezeichnung                                                                          | Beschreibung | Bild |
| -------- | -------------------------------- | ------------------------------------------------------------------------------------ | --- | ---- |
| 09160590 | Reckenthiner Straße (Lage)       | Dorfkirche                                                                           | Die Dorfkirche wurde wahrscheinlich in der zweiten Hälfte des 14. Jahrhunderts erbaut. Es ist ein Saalbau mit einem Turm im Westen der Kirche. Das Dach des Turms ist ein Walmdach, darauf befindet sich ein Dachreiter. Im Inneren befindet sich ein Barockaltar aus der Zeit Anfang des 18. Jahrhunderts. | BW   |
| 09160591 | Reckenthiner Straße 12/13 (Lage) | Bauernhof, bestehend aus Wohn- und Gasthaus und drei Wirtschaftsgebäuden             | | BW   |
| 09160592 | Reckenthiner Straße 18/19 (Lage) | Bauernhof, bestehend aus Wohnhaus, vier Wirtschaftsgebäuden und Kopfsteinpflasterung | | BW   |
| 09160593 | Reckenthiner Straße 22/23 (Lage) | Bauernhof, bestehend aus zwei Wohnhäusern, zwei Ställen, Scheune und Schuppen        | | BW   |
| 09160594 | Reckenthiner Straße 35/36 (Lage) | Wohnhaus mit Wirtschaftsgebäude                                                      | | BW   |

### Retzin
| ID-Nr.   | Lage                | Bezeichnung | Beschreibung | Bild                                                                                               |
| -------- | ------------------- | --- | --- | -------------------------------------------------------------------------------------------------- |
| 09160536 | Dorfplatz (Lage)    | Gedenktafel zur Erinnerung an die Bodenreform und die Schaffung des vollgenossenschaftlichen Dorfs                                  | | Gedenktafel zur Erinnerung an die Bodenreform und die Schaffung des vollgenossenschaftlichen Dorfs |
| 09160537 | Dorfplatz 13 (Lage) | Schloss und Park | Das Schloss Retzin wird heute als Pflegeeinrichtung genutzt. Ursprünglich war das Schloss ein Fachwerkhaus aus dem Jahr 1815, es 1827 und 1857 erweitert. Der Bauherr war Eduard Gans Edlen Herren zu Putlitz. Es ist ein langgestreckter, zweigeschossiger Bau mit einem Seitenflügel. Von 1881 bis 1884 wurde das Schloss umgebaut. | weitere Bilder                                                                                     |
| 09160706 | Dorfplatz 14 (Lage) | Wirtschaftshof des Schlosses Retzin, bestehend aus Schafstall, Stall- und Speichergebäude, Gutsverwalterhaus und Wirtschaftsgebäude | | BW                                                                                                 |

### Rohlsdorf
| ID-Nr.            | Lage                     | Bezeichnung                                                                 | Beschreibung | Bild                                                                        |
| ----------------- | ------------------------ | --------------------------------------------------------------------------- | --- | --------------------------------------------------------------------------- |
| 09160928          | Lindenstraße 2, 3 (Lage) | Gehöft, bestehend aus Wohnhaus, zwei Wirtschaftsgebäuden und Hofpflasterung | | Gehöft, bestehend aus Wohnhaus, zwei Wirtschaftsgebäuden und Hofpflasterung |
| 09160995 Wikidata | Rohlsdorf 8 (Lage)       | Dorfkirche Rohlsdorf mit Kirchhofmauer                                      | Die Dorfkirche wurde von 1871 bis 1881 im spätgotischen Stil erbaut. Dabei wurden Teile einer mittelalterlichen Kirche verwendet. In den Jahren 1903 und 1904 wurde die Kirche verlängert, dabei wurde eine Apsis angefügt. Der Altaraufsatz im Inneren stammt aus dem Anfang des 18. Jahrhunderts. Die Kanzel wurde um 1695 errichtet. Weiter befindet sich ein Taufengel aus der zweiten Hälfte des 18. Jahrhunderts in der Kirche. | weitere Bilder                                                              |

### Seddin
| ID-Nr.            | Lage          | Bezeichnung       | Beschreibung | Bild           |
| ----------------- | ------------- | ----------------- | --- | -------------- |
| 09160666 Wikidata | Seddin (Lage) | Dorfkirche Seddin | Die evangelische Dorfkirche wurde wahrscheinlich um das Jahr 1300 erbaut. Im 15. Jahrhundert wurde die Kirche umgebaut. Der Turm wurde 1739 zerstört. Der Glockenturm wurde 1923 erbaut. In der Kirche befindet sich ein Grabstein für Ilse zu Putlitz, sie starb 1527. Dieser Grabstein stammt aus der Wolfshagener Schlosskapelle. | weitere Bilder |

### Simonshagen
| ID-Nr.   | Lage                 | Bezeichnung                                        | Beschreibung | Bild |
| -------- | -------------------- | -------------------------------------------------- | ------------ | ---- |
| 09160187 | Lindenallee 7 (Lage) | Stall- und Speichergebäude des Vorwerks Simonhagen |              | BW   |

### Steinberg
| ID-Nr.   | Lage                | Bezeichnung                                                                 | Beschreibung | Bild                                                                        |
| -------- | ------------------- | --------------------------------------------------------------------------- | ------------ | --------------------------------------------------------------------------- |
| 09160882 | Am Ring 9/10 (Lage) | Gehöft, bestehend aus Wohnhaus, drei Wirtschaftsgebäuden und Hofpflasterung |              | Gehöft, bestehend aus Wohnhaus, drei Wirtschaftsgebäuden und Hofpflasterung |
| 09161110 | L 102 (Lage)        | Wegweiser, 800 m nordöstlich von Gramzow                                    |              | Wegweiser, 800 m nordöstlich von Gramzow                                    |

### Strigleben
| ID-Nr.   | Lage                       | Bezeichnung                               | Beschreibung | Bild                                      |
| -------- | -------------------------- | ----------------------------------------- | --- | ----------------------------------------- |
| 09160034 | Eichenallee 5 (Lage)       | Gutshaus                                  | Ursprünglich war Strigleben ein Vorwerk, es wurde zum Gut erweitert. Das Gutshaus wurde 1760 erbaut, der Bauherr war die Familie von Winterfeld. Ein Umbau erfolgte 1820. Die Fassade ist geprägt von den breiten Mittelrisalit von sieben Achsen. Nach 1945 waren in dem Gutshaus Wohnungen, ein Konsum und die Feuerwehr. Heute (Mai 2017) verfällt das Gutshaus. | BW                                        |
| 09161111 | L 102 / Baeker Damm (Lage) | Wegweiser                                 | | Wegweiser                                 |
| 09161112 | L 102 / Eichenallee (Lage) | Wegweiser                                 | | Wegweiser                                 |
| 09161113 | L 102 (Lage)               | Wegweiser, 600 m südlich von Stringleben  | | Wegweiser, 600 m südlich von Stringleben  |
| 09161114 | L 102 (Lage)               | Wegweiser, 1,2 km südlich von Stringleben | | Wegweiser, 1,2 km südlich von Stringleben |

### Tacken
| ID-Nr.            | Lage             | Bezeichnung                                              | Beschreibung | Bild                                                     |
| ----------------- | ---------------- | -------------------------------------------------------- | --- | -------------------------------------------------------- |
| 09160667 Wikidata | Tacken (Lage)    | Dorfkirche                                               | Die evangelische Dorfkirche ist ein Saalbau aus Feldstein mit einem Turm in Schiffsbreite. Die spätgotische Kirche wurde im 17. Jahrhundert um einen Turm erweitert, eine Renovierung fand 1986 statt. Im Inneren befindet sich eine schlichte Kanzel im Stil des Barocks. | weitere Bilder                                           |
| 09161115          | Tacken (Lage)    | Wegweiser, vor Nr. 27                                    | | Wegweiser, vor Nr. 27                                    |
| 09161116          | Tacken (Lage)    | Wegweiser, vor Nr. 47                                    | | Wegweiser, vor Nr. 47                                    |
| 09160668          | Tacken 6a (Lage) | Bauernhof, bestehend aus Wohnhaus und Wirtschaftsgebäude | | Bauernhof, bestehend aus Wohnhaus und Wirtschaftsgebäude |
| 09161117          | L 102 (Lage)     | Wegweiser, 1,4 km südlich von Tacken                     | | Wegweiser, 1,4 km südlich von Tacken                     |

### Tangendorf
| ID-Nr.            | Lage                                               | Bezeichnung                            | Beschreibung | Bild                                   |
| ----------------- | -------------------------------------------------- | -------------------------------------- | --- | -------------------------------------- |
| 09160869 Wikidata | Tangendorfer Hauptstraße 6a (Lage)                 | Dorfkirche                             | Die Dorfkirche wurde 1953 erbaut. Es ist ein Rechteckbau mit einer Apsis und einem Satteldach. Im Westen der Kirche befindet sich ein Dachreiter aus Fachwerk. | weitere Bilder                         |
| 09161118          | Tangendorfer Hauptstraße / Gülitzer Straße (Lage)  | Wegweiser                              | | Wegweiser                              |
| 09161120          | Tangendorfer Hauptstraße (Lage)                    | Wegweiser, am Abzweig in der Ortsmitte | | Wegweiser, am Abzweig in der Ortsmitte |
| 09161119          | Tangendorfer Hauptstraße / Vahrnower Straße (Lage) | Gedenkstein                            | Der Gedenkstein erinnert an den Bau der Kreischaussee Perleberg–Putlitz 1904/1905.                                                                             | Gedenkstein                            |

### Tüchen
| ID-Nr.            | Lage                       | Bezeichnung | Beschreibung | Bild |
| ----------------- | -------------------------- | ----------- | --- | ---- |
| 09160588 Wikidata | Tüchener Dorfstraße (Lage) | Dorfkirche  | Die Kirche wurde laut einer Inschrift im Jahre 1577 erbaut. Der Turm wurde wohl um 1575/1576 errichtet. Es ist ein rechteckiger Fachwerkbau mit einem verbretterten Westturm. In der Kirche befindet sich eine Balkendecke. Der Kanzelaltar stammt aus dem Jahr 1750. | BW   |

### Vettin
| ID-Nr.            | Lage                    | Bezeichnung                                                                      | Beschreibung | Bild           |
| ----------------- | ----------------------- | -------------------------------------------------------------------------------- | --- | -------------- |
| 09160599 Wikidata | Dorfstraße (Lage)       | Dorfkirche                                                                       | Die Kirche wurde von 1828 bis 1831 erbaut. Es ist eine Fachwerkkirche mit einem Dachturm. Der Innenraum wurde wahrscheinlich von Schinkel mitgestaltet worden. Der Stil der Inneneinrichtung ist im klassizistischen Stil gehalten. Direkt neben der Dorfkirche steht die 1870er Friedenseiche. | weitere Bilder |
| 09160736          | Dorfstraße 20/21 (Lage) | Gehöft, bestehend aus zwei Wohnhäusern und drei Wirtschaftsgebäuden              | | BW             |
| 09160843          | Dorfstraße 39 (Lage)    | Mühlengehöft, bestehend aus Wohn- und Mühlengebäude und drei Wirtschaftsgebäuden | | BW             |

### Wolfshagen
| ID-Nr.   | Lage                         | Bezeichnung | Beschreibung | Bild |
| -------- | ---------------------------- | --- | --- | --- |
| 09160665 | ()                           | Steinbrücke über den Freudenbach, in der Wolfshagener Heide | | ein Bild hochladen |
| 09160664 | ()                           | Gedenkstein: Bodenreform - LPG-Gründung - vollgenossenschaftliches Dorf | | ein Bild hochladen |
| 09160112 | Gutshof 1 (Lage)             | Wirtschaftshof des Guts, bestehend aus zwei Scheunen, Wirtschaftsgebäude, Kuhstall, Resten der Toreinfahrt, Schafstall („Schafsdom“), Brennerei, Schmiede und Stellmacherei, Inspektorenhaus und Gutsarbeiterhaus                                                                                            | | [[Vorlage:Bilderwunsch/code!/C:53.148096,12.005788!/D:Gutshof 1, Wirtschaftshof des Guts, bestehend aus zwei Scheunen, Wirtschaftsgebäude, Kuhstall, Resten der Toreinfahrt, Schafstall („Schafsdom“), Brennerei, Schmiede und Stellmacherei, Inspektorenhaus und Gutsarbeiterhaus!/\|BW]]                   |
| 09160113 | Pankower Weg 9a-b (Lage)     | Reiterhof des Guts, bestehend aus zwei Wohn- und Wirtschaftsgebäuden, Scheune, Nebengebäude und Rest der Einfahrt | Der Reiterhof befindet sich östlich des Schlosses. Der Hof wurde 1867/1868 erbaut. | BW |
| 09160663 | Putlitzer Straße 4, 5 (Lage) | Wassermühle/Mischfutterwerk Wolfshagen, bestehend aus Mühlengebäude mit Kontor und Wohnhaus, Turbinenhaus, Speicher mit Mühlentechnik, Mischfutterstation (inklusive technische Einrichtung) mit Verladeeinheit und Futtersiloanlage sowie entsprechenden wasserbaulichen Anlagen (Mühlenstau, Mühlengraben) | | Wassermühle/Mischfutterwerk Wolfshagen, bestehend aus Mühlengebäude mit Kontor und Wohnhaus, Turbinenhaus, Speicher mit Mühlentechnik, Mischfutterstation (inklusive technische Einrichtung) mit Verladeeinheit und Futtersiloanlage sowie entsprechenden wasserbaulichen Anlagen (Mühlenstau, Mühlengraben) |
| 09160662 | Putlitzer Straße 16 (Lage)   | Schloss (Gutshaus) | Das Schloss ist im 12. Jahrhundert errichtet worden und war bis 1945 im Besitz der Familie Gans zu Putlitz. Heute befindet sich hier ein Museum. Es ist ein zweigeschossiger Putzbau mit einem Mansarddach. | Schloss (Gutshaus) |